# Neolebias
Genre
Neolebias est un genre de poissons d'eau douce téléostéens de la famille des Distichodontidae (ordre des Characiformes).

## Liste d'espèces
Selon FishBase (17 août 2023) :
- Neolebias ansorgii Boulenger, 1912
- Neolebias axelrodi Poll & Gosse, 1963
- Neolebias gossei (Poll & Lambert, 1964)
- Neolebias gracilis Matthes, 1964
- Neolebias kerguennae Daget, 1980
- Neolebias lozii Winemiller & Kelso-Winemiller, 1993
- Neolebias philippei Poll & Gosse, 1963
- Neolebias powelli Teugels & Roberts, 1990
- Neolebias spilotaenia Boulenger, 1912
- Neolebias trewavasae Poll & Gosse, 1963
- Neolebias trilineatus Boulenger, 1899
- Neolebias unifasciatus Steindachner, 1894

## Systématique
Le nom valide complet (avec auteur) de ce taxon est Neolebias Steindachner, 1894,.
Neolebias a pour synonymes :
- Micraethiops Daget, 1965
- Rhabdaethiops Fowler, 1936

## Étymologie
Le nom générique, Neolebias, du grec ancien νέος, neos, « nouveau », et Lebias, un genre de poissons de la famille des Cyprinodontidae, a été choisi par Steindachner qui a classé, par erreur, le genre Neolebias dans cette famille.

## Publication originale
- (de) F. Steindachner, « Die Fische Liberia’s », Notes from the Leyden Museum, Leyde, Inconnu, vol. 16, nos 1/2,‎ 1894, p. 1-96 (ISSN 1872-9231, OCLC 1755814, lire en ligne).